# Route départementale 268 (Allier)
Pour les articles homonymes, voir Route départementale 268.
 (août 2014).
Si vous disposez d'ouvrages ou d'articles de référence ou si vous connaissez des sites web de qualité traitant du thème abordé ici, merci de compléter l'article en donnant les références utiles à sa vérifiabilité et en les liant à la section « Notes et références ».
La route départementale 268, ou RD 268, est une route départementale de l’Allier reliant Chazeuil à Créchy.

## Communes traversées
Varennes-sur-Allier (village de Chazeuil), Montoldre, Rongères, Créchy.

### Rivières ou ruisseaux traversés
La RD268 ne traverse que le Valençon, à la limite de Montoldre et Rongères.

### Route partagée (Rongères)
La D268 est partagée avec la route départementale 23 et 172 à Rongères.

### Sens unique
La D 268 est en sens unique sur une vingtaine de mètres à Créchy. Le reste est en double sens.